# Ejsk
Ejsk  (in russo: Ейск, pronunciata e talvolta anche traslitterata: Jejsk, o per gli anglofoni: Yeysk) è una città della Russia europea meridionale (kraj di Krasnodar), situata a brevissima distanza dalle coste del mare di Azov (golfo di Taganrog), presso la foce del fiume Eja, 247 km a nordovest di Krasnodar; è il capoluogo amministrativo del distretto omonimo.
Fondata nel 1848 come porto marittimo e battezzata dal nome del fiume su cui sorge, ottenne in quell'anno anche lo status di città; al giorno d'oggi, Ejsk è un importante centro peschereccio, oltre che centro di un piccolo comprensorio turistico balneare.

## Società

### Evoluzione demografica
Fonte: mojgorod.ru
- 1868: 2.500
- 1897: 35.400
- 1926: 37.700
- 1939: 46.900
- 1959: 55.000
- 1979: 70.600
- 1989: 78.200
- 2002: 86.349
- 2007: 87.100